# Francisco Zarzoso
Francisco Zarzoso, Francisco Martínez Zarzoso o Franciscus Sarzosus (Cella, fl. 1526 - 8 de septiembre de 1556) fue un astrónomo español del siglo XVI.

## Biografía
Natural de Cella, se formó en París en una época en que la universidad de París era un destino frecuente para estudiantes de la península ibérica. Aparece en la bibliografía en 1526, cuando es designado vicario de su localidad natal en una colación firmada por el también antiguo alumno de la Sorbona, Diego Diest. No tomó posesión hasta 1530, probablemente por estar terminando su obra magna, un equatorium que se conserva en el museo de las ciencias de Oxford.
A su vuelta a Cella estableció un observatorio y publicó un tratado dedicado al virrey de Aragón, Juan de Lanuza y Torrellas. Este tratado sigue la astronomía ptolemaica, logrando simplificar la instrumentación necesaria a costa de un uso más intensivo de cálculos para interpretar los resultados.
Falleció en el 8 de septiembre de 1556 y fue enterrado en la iglesia local, aunque la ampliación de esta en el siglo XX conllevó la ocultación de su lápida.

## Homenajes
Su casa y lugar de estudio se conserva en la localidad natal, donde consta una placa conmemorativa. Da nombre al colegio local y el compositor José María Muneta le dedicó su obra Mirando al firmamento Op. 603,

## Obras
- In aequatorem planetarum